# Сажина (Тугулымский муниципальный округ)
Сажина — деревня в Тугулымском городском округе Свердловской области России.

## Географическое положение
Деревня Сажина расположена в 14 километрах к северо-востоку от посёлка Тугулыма (по дорогам в 21 километре), на правом берегу реки Малый Кармак (левого притока реки Пышмы).

## История
Второе название деревни — Брюханово.

## Население
| 2002 | 2010 |
| ---- | ---- |
| 0    | →0   |